# Unisphere

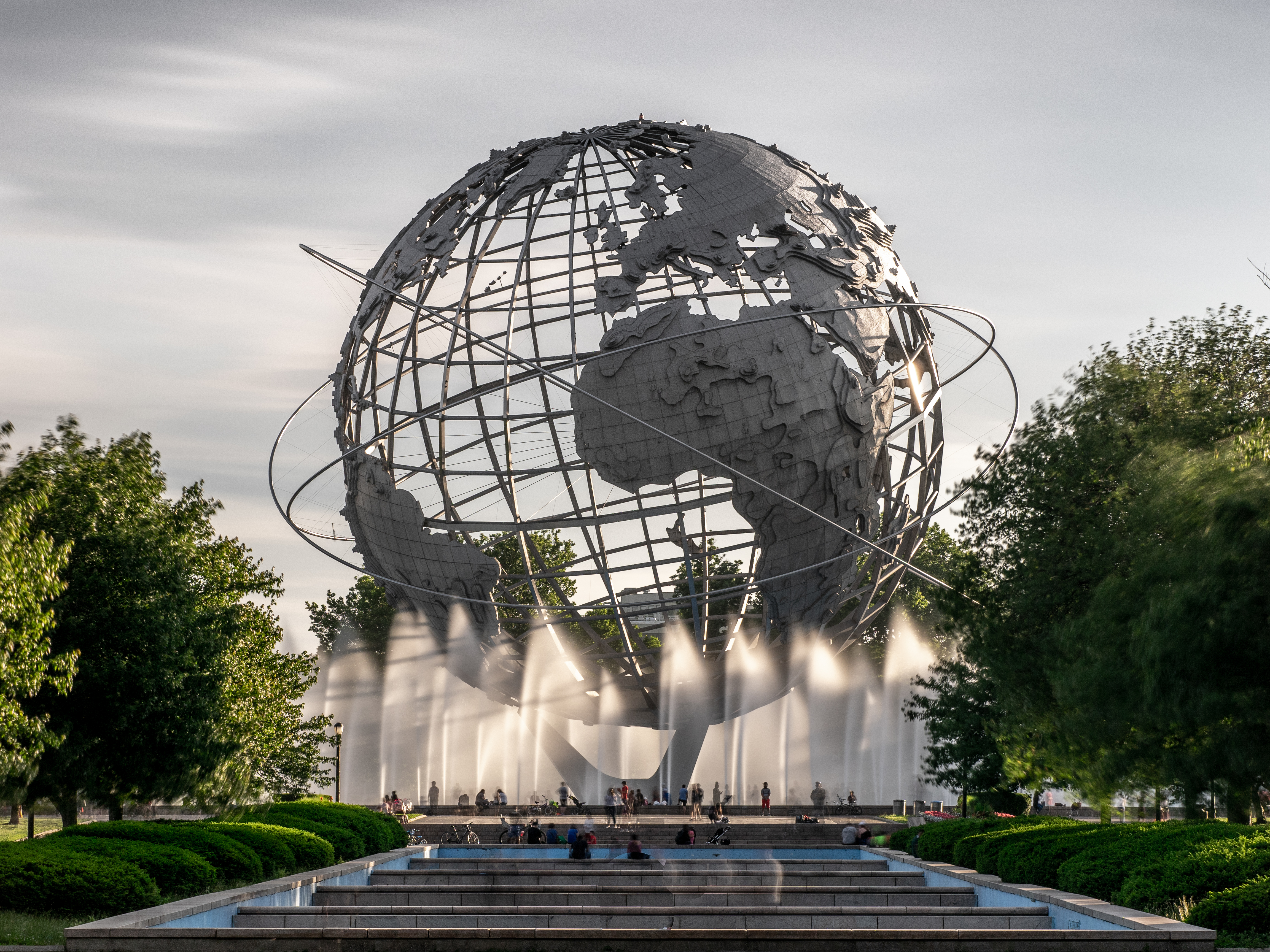
Unisphere, 2018

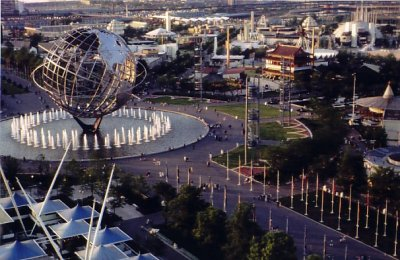
The Unisphere während der Weltausstellung 1964–1965

Die Unisphere ist ein 1964 errichtetes Bauwerk der Weltausstellung in New York City. Sie befindet sich im Flushing-Meadows-Park in Queens. Die Weltkugel besteht aus Stahl, ist 42 Meter hoch und 350 Tonnen schwer. Der Durchmesser beträgt 37 Meter. Die drei, den Globus umlaufenden Ringe, symbolisieren die Umlaufbahnen von Yuri Gagarin, dem ersten Menschen im Weltall, John Glenn, dem ersten Amerikaner im Weltall, und Telstar, dem ersten aktiven Kommunikationssatelliten. Entworfen wurde die Unisphere vom US-amerikanischen Ingenieur und Landschaftsarchitekten Gilmore David Clarke.

## Restaurierung
1989 beschloss das New York City Department of Parks and Recreation mehrere Millionen Dollar in die Restauration des Flushing Meadows-Corona Parks zu investieren. Ein Teil des Projektes war die Restaurierung der Unisphere. Diese begann 1993 und beinhaltete die Entfernung von Rost und Schmutz. Außerdem wurden 96 Wasserfontänen installiert.

## Besteigung der Unisphere
Die Unisphere wurde 1976 von dem Kletterer George Willig und Jerry Hewitt als Teil des Kurzfilms The Third Stone (Regie: Paul Hornstein) bestiegen. 2019 wurde sie von Glen Schleyer, einem Mitglied von Extinction Rebellion, bestiegen. Schleyer wollte auf die Feuer im Regenwald 2019 aufmerksam machen.

## In der Populärkultur
Die Unisphere taucht in zahlreichen Filmen, Musikvideos und Fernsehserien auf, unter anderem in Men in Black; Law & Order: Criminal Intent; Black Rain oder King of Queens. Bereits im Jahr der Entstehung 1964 verwendete der amerikanische Jazz-Saxophonist Ben Webster die Unisphere als Motiv für das Cover seines Albums See You at the Fair. Die Band Depeche Mode nutzte die Skulptur für Hintergrundbilder für ihr Album Sounds of the Universe.